# Wiktor Smihunow
Wiktor Iwanowycz Smihunow (ukr. Віктор Іванович Смігунов, ros. Виктор Иванович Смигунов, Wiktor Iwanowicz Smigunow; ur. 28 stycznia 1962 w Doniecku) – ukraiński piłkarz grający na pozycji obrońcy, trener piłkarski.

## Kariera piłkarska

### Kariera klubowa
Wychowanek Szkoły Piłkarskiej Szachtara Donieck. W 1981 rozpoczął karierę piłkarską w klubie Mietałłurg Czerepowiec, a w następnym roku występował w drużynie rezerwowej Szachtara Donieck. W 1984 debiutował w podstawowym składzie Szachtara. W 1987 przeszedł do Szachtara Gorłówka, a w 1988 do Tawrii Symferopol. W 1992 powrócił do Szachtara Donieck, a na początku 1995 ponownie został piłkarzem Tawrii Symferopol. W 2000 zakończył karierę piłkarską.

## Kariera trenerska
Po zakończeniu kariery piłkarskiej rozpoczął pracę trenerską. Od 2000 pomagał trenować klub w którym ostatnio grał - Tawrija Symferopol. Potem objął stanowisko głównego trenera młodzieżowej drużyny Tawrii.

## Sukcesy i odznaczenia

### Sukcesy klubowe
- wicemistrz Ukrainy: 1994

### Odznaczenia
- nagrodzony tytułem Mistrza Sportu ZSRR: 1987